# Money in the Bank (2016)
Cet article concerne l'édition 2016 du pay-per-view Money in the Bank. Pour toutes les autres éditions, voir WWE Money in the Bank.
L'édition 2016 de Money in the Bank est une manifestation de catch (lutte professionnelle) télédiffusée, visible en paiement à la séance, sur le WWE Network ainsi que gratuitement sur la chaîne de télévision française AB1. L'événement, produit par la World Wrestling Entertainment (WWE), a eu lieu le 19 juin 2016 au T-Mobile Arena à Las Vegas, dans l'État du Nevada. Il s'agit de la septième édition du Money in the Bank, pay-per-view annuel qui, comme son nom l'indique, propose un ou plusieurs Money in the Bank Ladder match en tête d'affiche. Le show a été le sixième pay-per-view de la WWE en 2016. Roman Reigns est la vedette de l'affiche officielle (promotionnelle).
En accueillant près de 15 000 personnes, la carte de Money in the Bank 2016 comprend 11 matchs dont 2 matchs lors du pré-show, diffusé en direct sur différents supports. Trois main events notables font l'objet de promotion par la World Wrestling Entertainment. D'abord, un Money in the Bank Ladder match qui oppose Dean Ambrose, Sami Zayn, Cesaro, Chris Jericho, Kevin Owens et Alberto Del Rio, avec comme enjeux de décrocher la mallette du WWE World Heavyweight Championship. Qui sera gagné par Dean Ambrose. Ensuite, un second main event qui oppose John Cena à AJ Styles dans un match simple. Ce match est considéré comme un « Dream match », puisqu'il oppose l'actuel visage de la WWE, John Cena, à l'ancien visage de la TNA, AJ Styles. Match qui sera remporté par ce dernier avec l'aide de The Club (Karl Anderson et Luke Gallows). Enfin, le main event principal de ce Money in the Bank avec un match simple pour le WWE World Heavyweight Championship opposant Roman Reigns en tant que WWE World Heavyweight Champion à Seth Rollins. Seth Rollins gagnera le WWE World Heavyweight Championship mais son règne ne sera que de courte durée car quelques minutes après la fin du match Dean Ambrose décide d'encaisser sa mallette, gagné plutôt dans la soirée, et devient donc le nouveau WWE World Heavyweight Champion.

## Contexte
Les spectacles de la WWE en paiement à la séance sont constitués de matchs aux résultats prédéterminés par les scénaristes de la WWE. Ces rencontres sont justifiées par des storylines — une rivalité avec un catcheur, la plupart du temps — ou par des qualifications survenues dans les émissions de la WWE telles que Raw, SmackDown, Superstars et Main Event. Tous les catcheurs possèdent un gimmick, c'est-à-dire qu'ils incarnent un personnage gentil (Face) ou méchant (Heel), qui évolue au fil des rencontres. Un pay-per-view comme Money in the Bank est donc un événement tournant pour les différentes storylines en cours.

### Roman Reigns contre Seth Rollins
Lors de WrestleMania 32, Roman Reigns bat Triple H et remporte le WWE World Heavyweight Championship pour la troisième fois. Reigns fait sa première défense de titre le 1er mai à Payback, où il bat A.J Styles et conserve son titre. Reigns conserve son titre une nouvelle fois contre A.J. Styles lors d'Extreme Rules dans un Extreme Rules match avant d'être attaqué par Seth Rollins qui fait son grand retour depuis sa blessure en 2015, en portant un Pedigree à Roman Reigns alors que celui-ci venait de conserver le WWE World Heavyweight Championship,. Le lendemain, à l'occasion du 1200e épisode de RAW, alors qu'il est acclamé par le public, il explique qu'il est de retour pour reprendre le titre qu'il n'a jamais perdu mais qu'il n'a pas besoin du soutien du public. Il se fait interrompre par Roman Reigns qui vient le confronter mais Shane McMahon intervient et annonce qu'un match entre les deux aura lieu à Money in the Bank pour le WWE World Heavyweight Championship. Le 13 juin à Raw, lors du Ambrose Asylum de Dean Ambrose, Seth Rollins est confronté à Roman Reigns et après quelques provocations une bagarre éclate entre les trois hommes au cours de laquelle il attaque Dean Ambrose avant d'être attaqué par Roman Reigns qui lui porte un Superman Punch, après quoi Dean Ambrose porte son Dirty Deeds sur ce dernier.

### Rusev contre Titus O'Neil

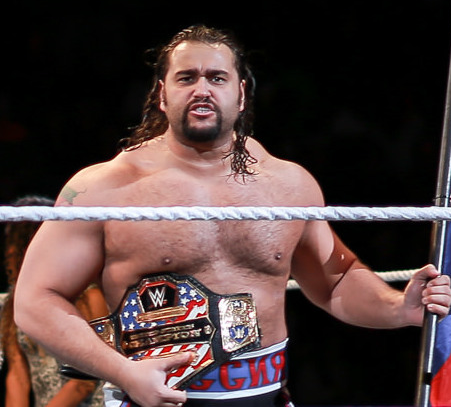
Rusev défendra son tite contre Titus O'Neil

Lors du Raw du 5 mai, Rusev remporte une Battle Royal en éliminant Zack Ryder en dernière place et devient le challenger numéro 1 pour le WWE United States Championship détenu alors par Kalisto. Le match entre les deux hommes pour le titre a lieu à la fin du mois lors d'Extreme Rules. Lors de ce match Rusev bat Kalisto par soumission grâce à son Accolade et devient pour la seconde fois de sa carrière WWE United States Champion. Quelques jours plus tard à SmackDown, un match de revanche est organisé et Rusev conserve son titre face à Kalisto. La semaine suivante à Raw, il bat Jack Swagger par décompte extérieur. À la fin du match il se fait attaquer par ce dernier et Titus O'Neil. C'est à ce moment que la rivalité entre les deux hommes commence réellement. Le 13 juin à Raw, Rusev décide de se venger et attaque O'Neil avant le début de son match. Le 16 juin à Smackdown, s'est autour de O'Neil d'attaquer Rusev qui s'en prenait aux The Lucha Dragons. Lors de Money in the Bank, il perd contre Rusev et ne remporte pas le WWE United States Championship. À la fin du match, ce dernier décide de l'humilier en le traitant de perdant devant ses enfants. Le lendemain à Raw, O'Neil devait affronter Rusev dans un match retour pour le WWE United States Championship, mais à peine arriver sur le ring il attaque Rusev en le lançant à plusieurs reprises contre les barricades avant que ce dernier ne prenne la fuite. Le 8 juin, la WWE annonce que Titus O'Neil affrontera Rusev à Money in the Bank pour le WWE United States Championship.

### Money in the Bank Ladder match
Le 23 mai, à Raw, cinq matchs ont eu lieu pour déterminer les 5 premiers participants au Money in the Bank Ladder match. Le premier match a vu Sami Zayn affronter Sheamus qui fut remporter par Zayn. Le match suivant a opposé The Miz à Cesaro, match qui fut remporté par ce dernier qui est une sorte de revanche à la suite de sa défaite face à The Miz lors d'Extreme Rules. Le troisième match a opposé Chris Jericho, couvert de pansements à la suite de l'Asylum match de la veille face à Dean Ambrose, face à Apollo Crews qui avait été attaqué plutôt par Sheamus, furieux à la suite de sa défaite face à Zayn. L'avant dernier match a vu Dean Ambrose s'imposer face à Dolph Ziggler et qui a gagné sa place dans le match. Pour finir le cinquième et dernier match a opposé AJ Styles qui, vingt-quatre heures après avoir perdu son match contre Roman Reigns pour le titre WWE World Heavyweight Championship, gagne une chance d’entrer dans le match Money in the Bank Ladder match en affrontant Kevin Owens. Ce match fut remporté par Owens.
Trois jours plus tard, lors de SmackDown, un match est organisé pour déterminer le 6e participant aux Money in the Bank Ladder match. Ce match a vu s'affronter Zack Ryder à Alberto Del Rio, qui gagnera le match. Pour finir la WWE qui avait décidé d'organiser un Money in the Bank Ladder match à 7 laissa tomber une place pour un match à 6 participants seulement. La 7e place aurait dû être remise à Kalisto mais il n'en est rien pour finir.

### John Cena contre AJ Styles

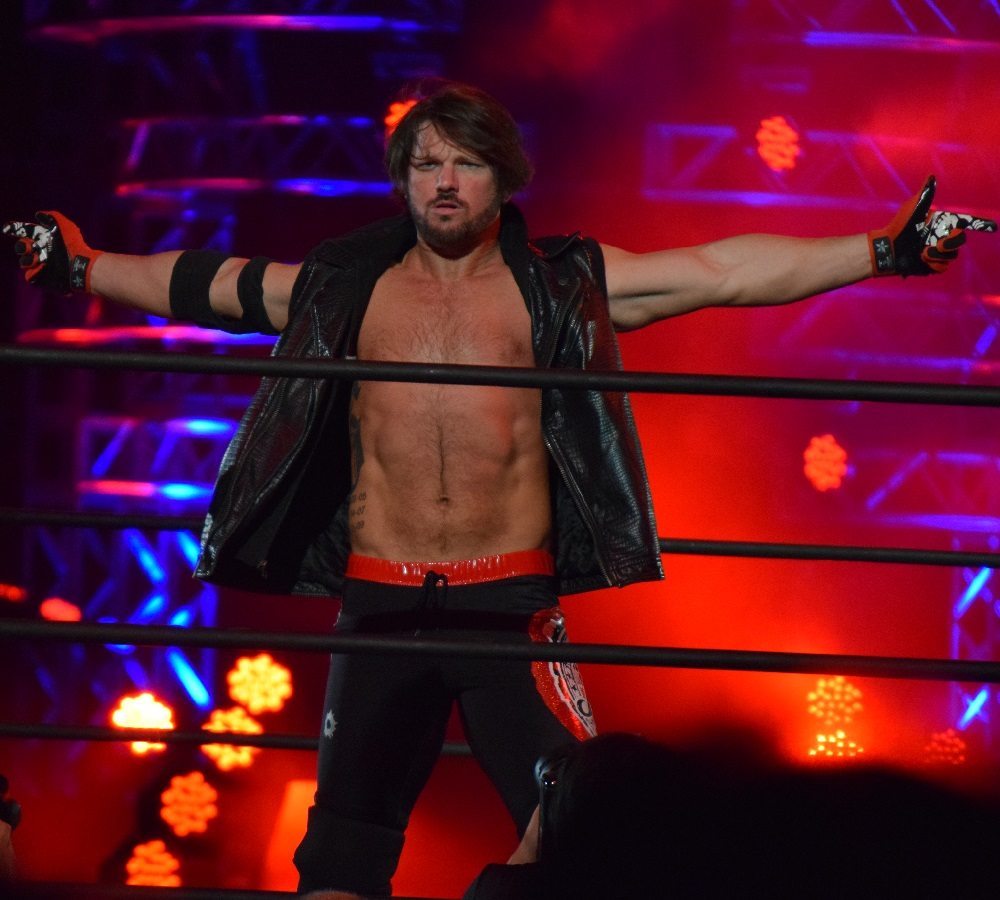
AJ Styles, l'ancien visage de la TNA, affrontera le visage de la WWE, John Cena

La rivalité entre les deux catcheurs démarre le 30 mai 2016, lors du retour de John Cena. Après quelques minutes seul sur le ring, AJ Styles arrive en lui disant qu'il attendait ce moment depuis longtemps. Sur le ring Styles confronte John Cena et lui souhaite un bon retour. Mais ensuite Karl Anderson et Luke Gallows viennent pour attaquer Cena et Styles, les deux décident de se mettre ensemble pour faire face à Anderson et Gallows mais après que Cena ait enlevé son t-shirt, Styles rejoint Anderson et Gallows et ils attaquèrent Cena. À la suite de cette attaque Styles effectue ainsi un heel turn et forme officiellement The Club. Le 2 juin à Smackdown, il est annoncé que John Cena ferait face à AJ Styles lors de Money in the Bank. Le 13 juin à Raw, lors de la signature du contrat, John Cena propose deux contrats à AJ Styles, il ne peut en choisir qu’un seul : un contrat où le match n’est qu’un 1 contre 1, AJ Styles contre John Cena, un autre où AJ Styles accompagné du Club contre John Cena. AJ Styles choisit le premier et quitte le ring.

### Sheamus contre Apollo Crews
Le 23 mai à Raw, Sheamus perd contre Sami Zayn et ne se qualifie pas pour le Money in the Bank Ladder match qui aura lieu à Money in the Bank. Plus tard dans la soirée, furieux de sa défaite, il attaque Apollo Crews. Crews avait un match un peu plus tard dans la soirée qu'il perdra contre Chris Jericho et ne se qualifie donc pas pour le Money in the Bank Ladder match. Le 9 juin à Smackdown, il confronte et attaque Sheamus qui faisait la promotion de son film. Le 16 juin à Raw, Sheamus bat Zack Ryder. À la fin du match, il commence à attaquer ce dernier jusqu'à ce que Crews intervienne et ne l'attaque jusqu'à ce que Sheamus décide de prendre la fuite. Plus tard, il est annoncé que Crews affrontera Sheamus lors de Money in the Bank.

### The New Day contre The Vaudevillains contre Enzo & Cass contre Gallows & Anderson
Lors de Payback, The Vaudevillains et Enzo et Cass s'affrontent pour devenir challengers no 1 au WWE Tag Team Championship. Le match se termine sur une blessure (réelle) d'Enzo Amore. Les Vaudevillains sont donc désignés pour affronter les champions The New Day pour les titres, match gagner par The New Day. Le 30 mai à Raw, Luke Gallows et Karl Anderson attaquent The New Day pendant leur match avec les Vaudevillains. Le 6 juin à Raw, Teddy Long, de retour donne l'idée à Stephanie McMahon d'organiser un Fatal-4-Way tag team match entre The New Day, The Vaudevillains, Enzo et Cass ainsi que Gallows et Anderson pour le WWE Tag Team Championship. Ce match sera officialisé plus tard dans la soirée.

## Tableau des matchs
| #                                                                | Matchs | Stipulations                                                                          | Temps |
| ---------------------------------------------------------------- | --- | ------------------------------------------------------------------------------------- | ----- |
| Pré-Show                                                         | The Golden Truth (R-Truth et Goldust) battent Breezango (Tyler Breeze et Fandango) | Tag team match                                                                        | 5:06  |
| Pré-Show                                                         | The Lucha Dragons (Sin Cara et Kalisto) battent The Dudley Boyz (Bubba Ray Dudley & D-Von Dudley) | Tag team match                                                                        | 8:48  |
| 1                                                                | The New Day (Kofi Kingston et Big E) (c) (avec Xavier Woods) battent The Vaudevillains (Aiden English et Simon Gotch), Enzo et Cass (Enzo Amore et Big Cass), The Club (Luke Gallows et Karl Anderson) | Fatal 4-Way Tag team match pour le WWE Tag Team Championship                          | 11:43 |
| 2                                                                | Baron Corbin bat Dolph Ziggler | Match simple                                                                          | 12:25 |
| 3                                                                | Dana Brooke et Charlotte battent Natalya et Becky Lynch | Tag team match                                                                        | 7:00  |
| 4                                                                | Apollo Crews bat Sheamus | Match simple                                                                          | 8:36  |
| 5                                                                | AJ Styles bat John Cena | Match simple les autres membres du the Club sont bannis du rings                      | 24:10 |
| 6                                                                | Dean Ambrose bat Sami Zayn, Cesaro, Chris Jericho, Kevin Owens et Alberto Del Rio | Money in the Bank Ladder match pour la mallette du WWE World Heavyweight Championship | 21:38 |
| 7                                                                | Rusev (c) (avec Lana) bat Titus O'Neil | Match simple pour le WWE United States Championship                                   | 8:30  |
| 8                                                                | Seth Rollins bat Roman Reigns (c) | Match simple pour le WWE World Heavyweight Championship                               | 26:00 |
| 9                                                                | Dean Ambrose bat Seth Rollins (c) en utilisant sa mallette Money in the Bank | Match simple pour le WWE World Heavyweight Championship,                              | 0:09  |
| (c) désigne le(s) champion(s) défendant son titre dans le match. | |                                                                                       |       |